# Kozarska Dubica
Kozarska Dubica (in serbo: Козарска Дубица) o Bosanska Dubica (in serbo: Босанска Дубица) o Dubicza (in turco), spesso richiamata in letteratura come Dubitza, è una città e municipalità della Bosnia ed Erzegovina situata nel nord della Repubblica Serba, sulle rive del fiume Una con 23 074 abitanti al censimento 2013.
Da non confondere con la opposta città di Hrvatska Dubica, in Croazia, dall'altra parte della Unna.
Già fortezza dei Cavalieri di Rodi, poi passata ai signori di Zrin, che la perdettero, nel 1538 a favore del Turco.  Da quel momento venne lungamente disputata dagli Imperiali, che la presero nel 1687, dopo un assedio iniziato nel 1685.  Ceduta in proprietà a Vienna con Pace di Carlowitz del 1699, venne restituita con la Pace di Passarowitz del 1718, a fronte degli immensi ingrandimenti guadagnati più a sud.